# Mosaicos de Antioquía

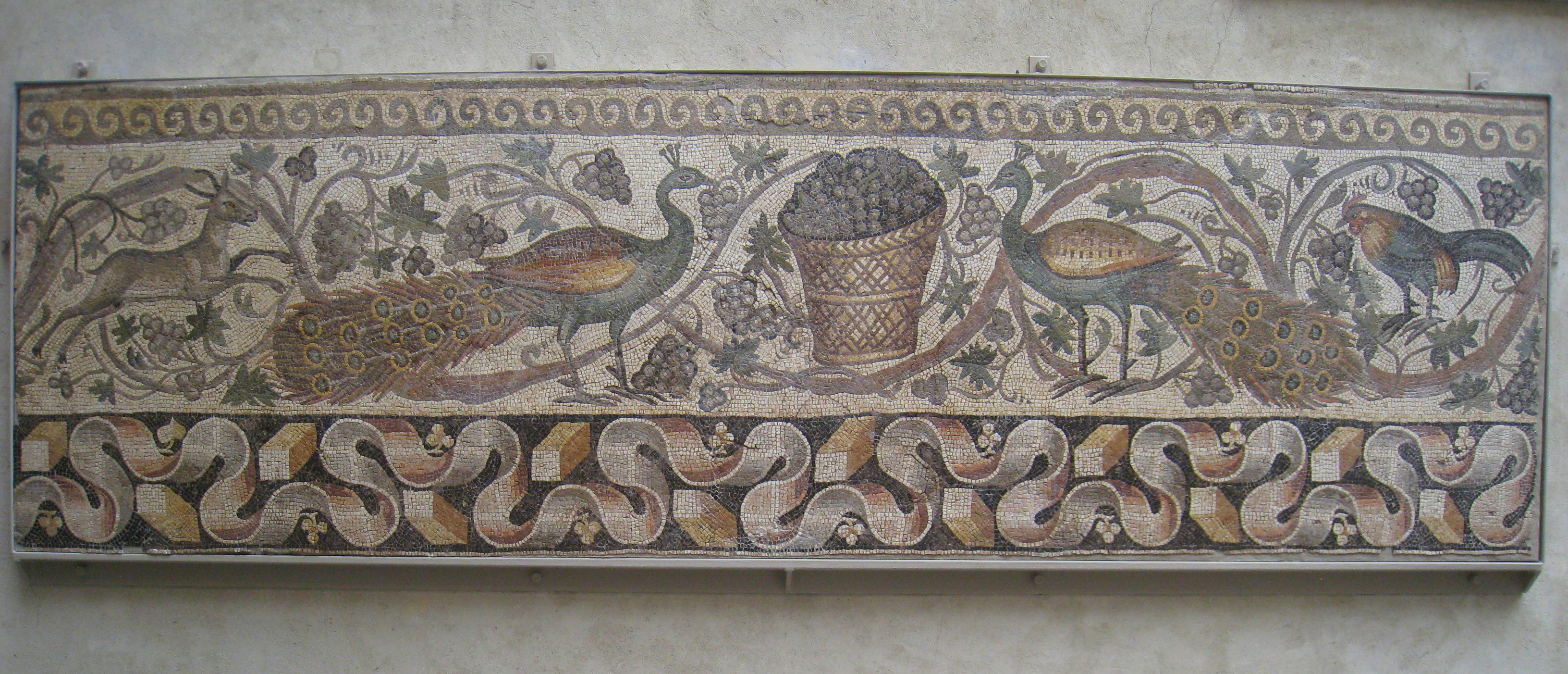
Uno de los mosaicos de Antioquía en el Museo de Arte de Worcester

Los mosaicos de Antioquía son una agrupación de más de 300 suelos de mosaico creados alrededor del siglo III a. C. y descubiertos durante las excavaciones arqueológicas de Antioquía del Orontes, en la actual Turquía, entre 1932 y 1939 por un consorcio de cinco museos e instituciones. Aproximadamente la mitad de los mosaicos se encuentran ahora en el Museo de Arqueología de Hatay en Antioquía, y el resto en el Museo de Arte de Worcester, el Museo de Bellas Artes de Boston, el Museo de Arte de Baltimore, la Universidad de Harvard y el Museo de Arte de la Universidad de Princeton, entre otros. Los mosaicos varían en diseño desde imágenes y escenas realistas hasta patrones puramente geométricos.

## Historia

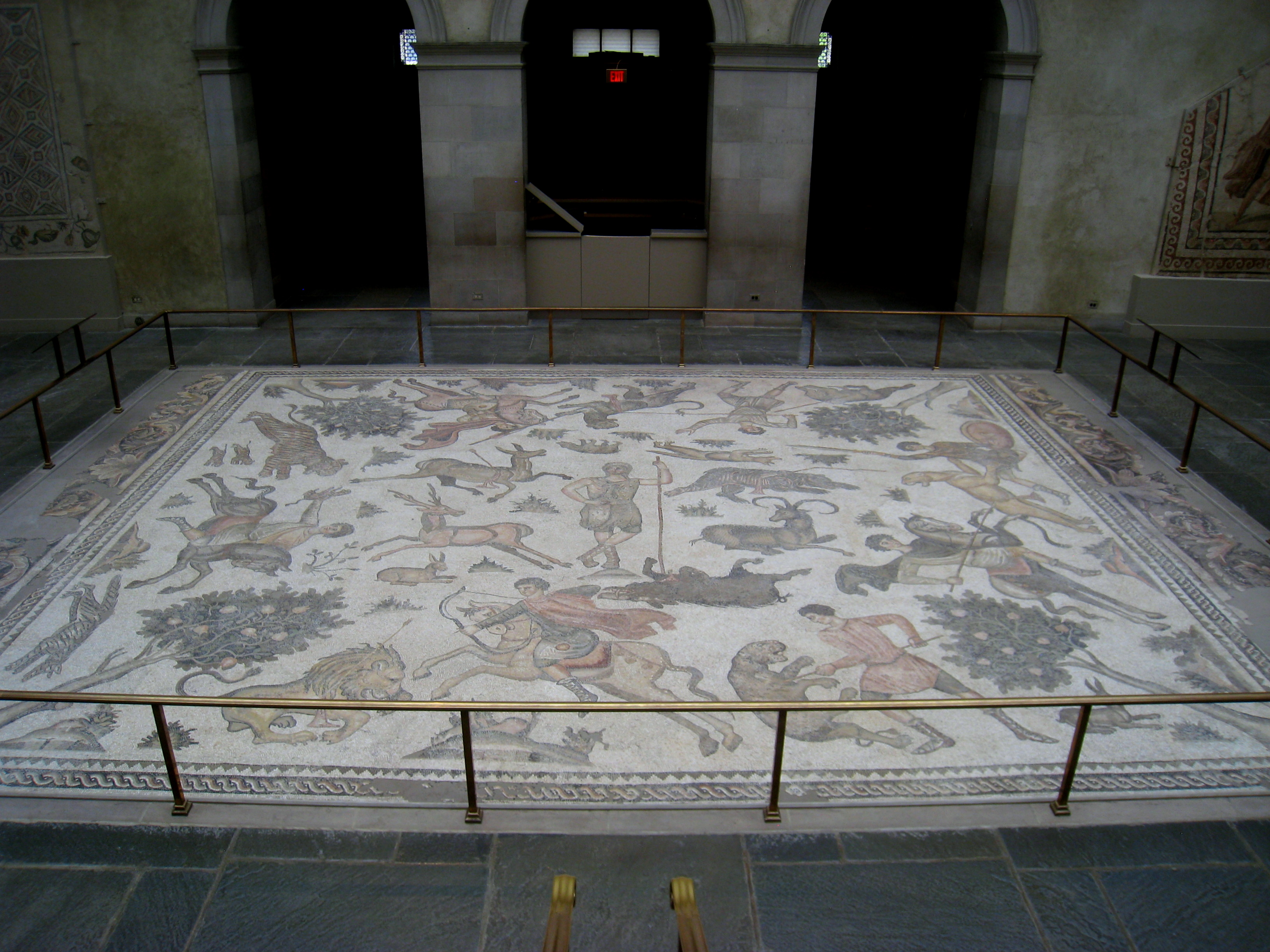
La caza de Worcester, en el Museo de Arte de Worcester, es el mosaico de Antioquía más grande de los Estados Unidos.

Antioquía era una ciudad antigua ubicada a las afueras de la actual ciudad de Antakya, Turquía. Durante el reinado de Adriano, durante el siglo II, hasta el reinado de Justiniano en el siglo VI, los suelos de mosaico estaban de moda en la ciudad y sus suburbios. La ciudad prosperó hasta que fue destruida por los terremotos de 526 y 528.
A partir de 1932, un consorcio de museos e instituciones patrocinó expediciones a los sitios arqueológicos donde estuvo la ciudad de Antioquía. Estos museos, el Museo de Arte de Worcester, la Universidad de Princeton, el Museo del Louvre, el Museo de Arte de Baltimore y el afiliado de la Universidad de Harvard, Dumbarton Oaks, pretendían descubrir grandes monumentos, palacios y tesoros, pero se sintieron decepcionados cuando la mayor parte de lo desenterrado, bajo toneladas de cieno, eran sólo restos de casas, la mayoría sin muros. Lo único que quedaba de la mayoría de las casas eran los suelos.
Los suelos que descubrieron los arqueólogos estaban cubiertos de intrincados mosaicos. Se encontraron más de 300 mosaicos.
En 1939 finalizó la expedición y los arqueólogos hicieron las maletas para marcharse. Dejaron aproximadamente la mitad de los mosaicos desenterrados a la ciudad de Antakya, la actual ciudad situada en Antioquía, que posteriormente construyó un museo, el Museo Arqueológico de Antakya, para albergarlos. El resto de los mosaicos se repartieron entre las instituciones que participaron en la excavación y se enviaron a todo el mundo. Para transportarlos, se vertieron grandes cantidades de hormigón detrás de los mosaicos para crear un soporte estable. Al dividir los suelos, los arqueólogos a menudo desmontaban las salas y enviaban diferentes partes del suelo a distintos museos. Para una exposición en el Museo de Arte de Worcester en 2000, se recopilaron mosaicos de París, Baltimore, Princeton y Wellesley, para volver a montar el suelo de una misma habitación. Tras la partida de la expedición, se rellenaron las fosas y se plantaron olivares sobre ellas.

## Arte
Los mosaicos de Antioquía se crearon en una época y un lugar entre estilos artísticos distintos. Muestran el vínculo entre los estilos artísticos de la antigua Grecia y Roma, y el arte de los primeros cristianos. Los mosaicos son increíblemente grandes: "La caza de Worcester", el mosaico antioqueno más grande de Estados Unidos, que mide 6,26 m x 7,11 m. El diseño de los mosaicos abarca desde imágenes y escenas realistas hasta motivos puramente geométricos. Se cree que los mosaicos fueron creados por especialistas en mosaicos.
Las teselas de los mosaicos incluyen mármol blanco y de colores, así como caliza blanca y de colores. 

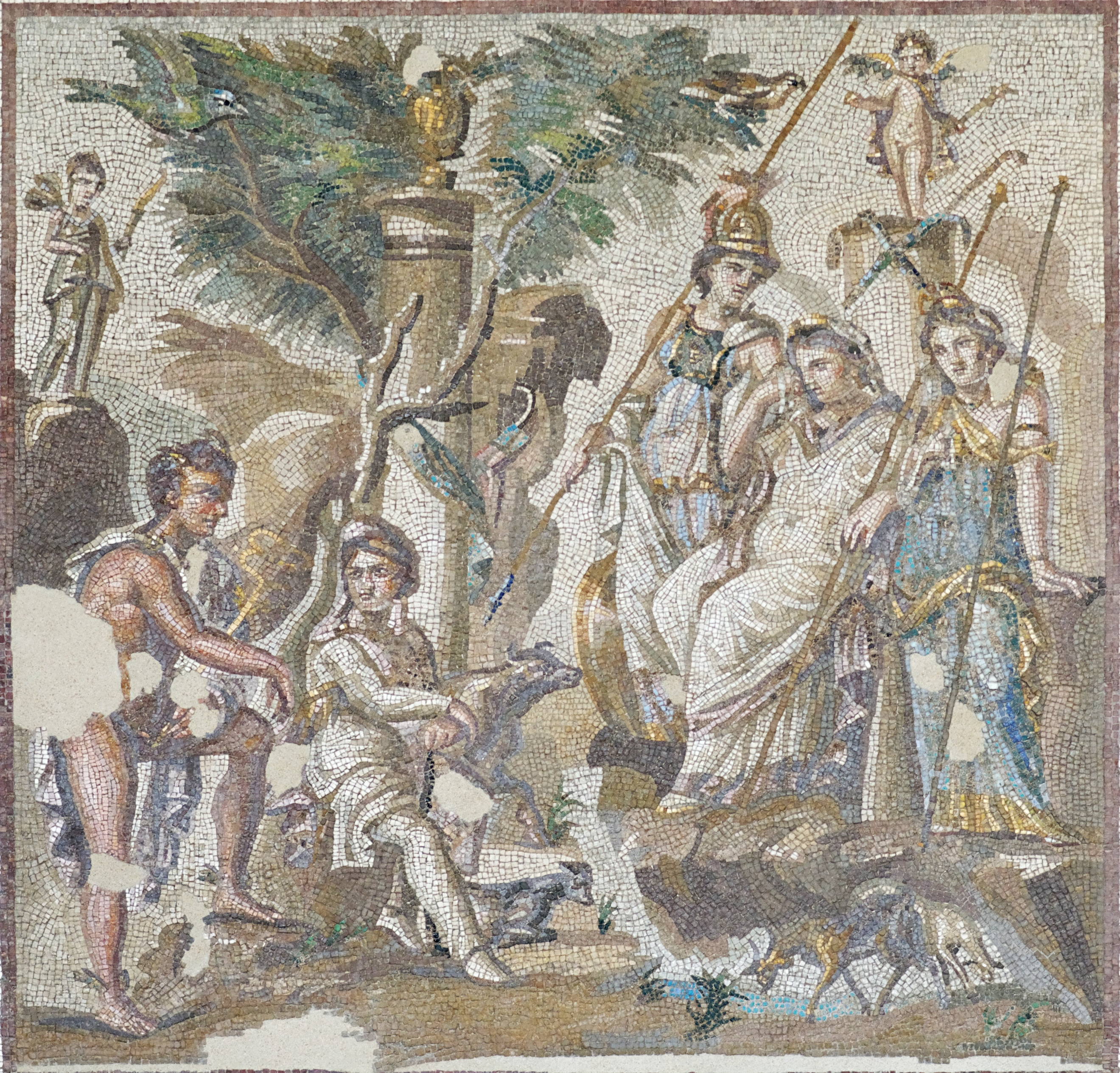
Escena realista, El Juicio de París Louvre Museum
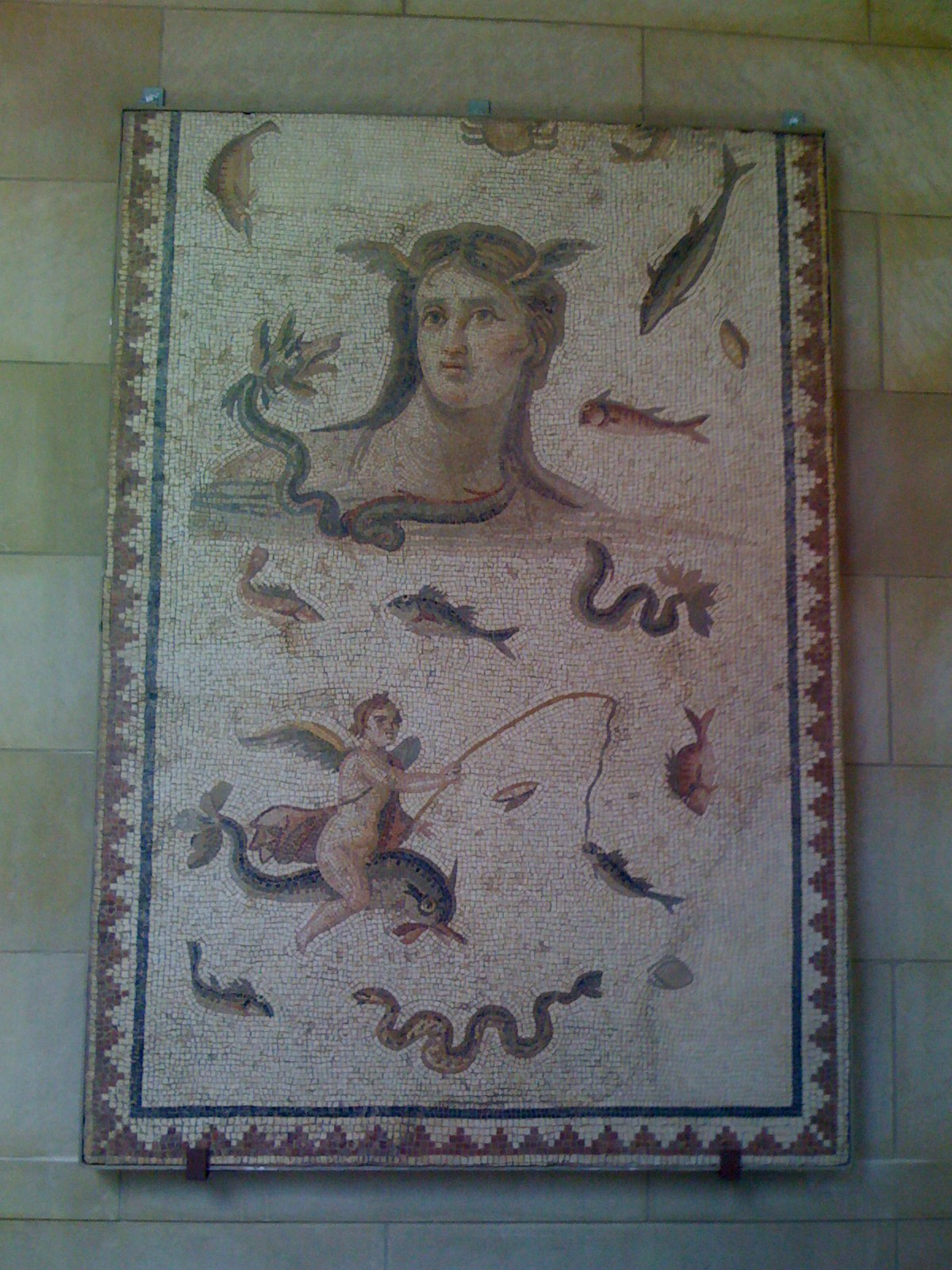
Escena realista, Busto de Tetis Baltimore Museum of Art
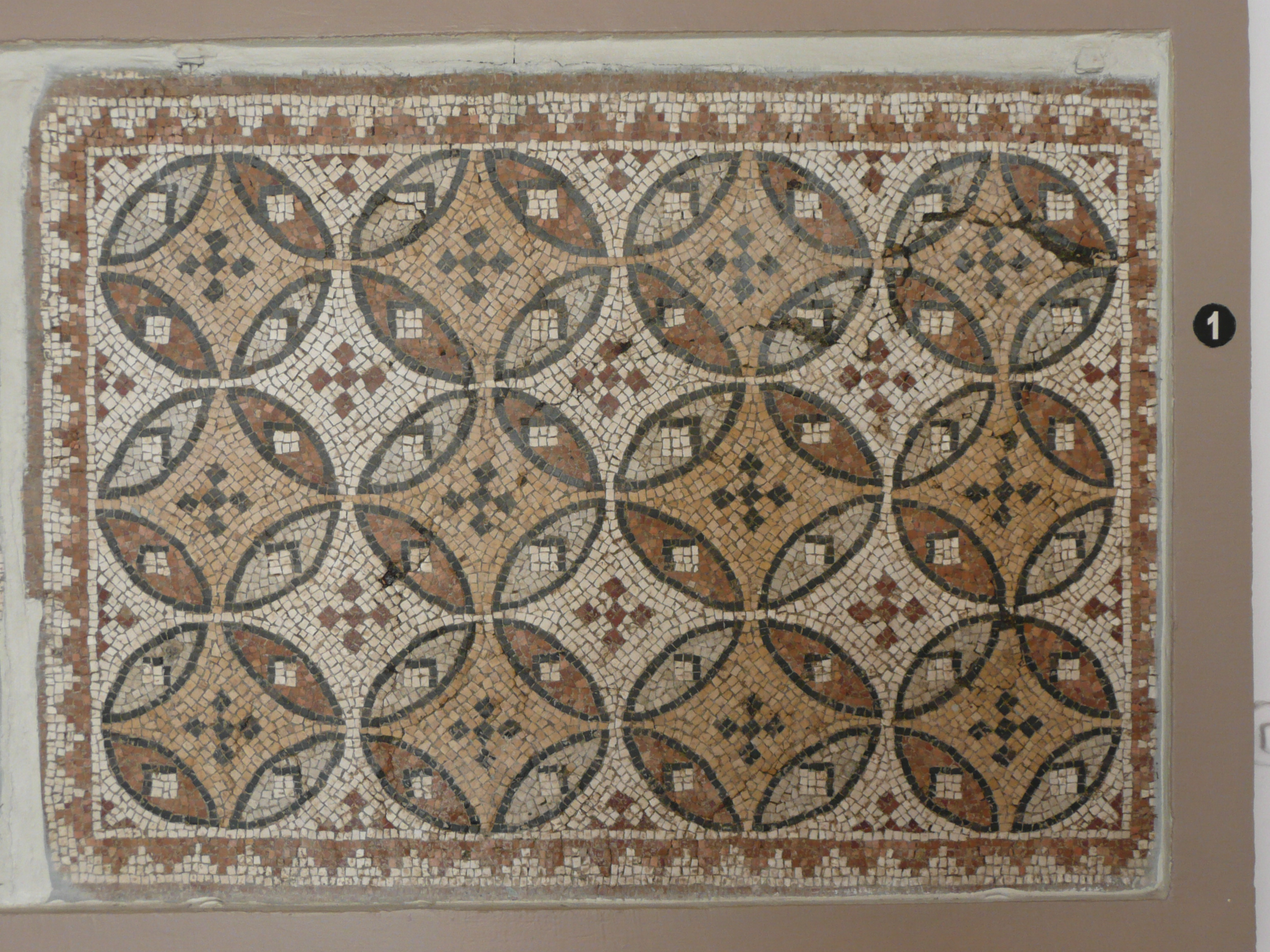
Patrón geométrico, Antakya Archaeological Museum
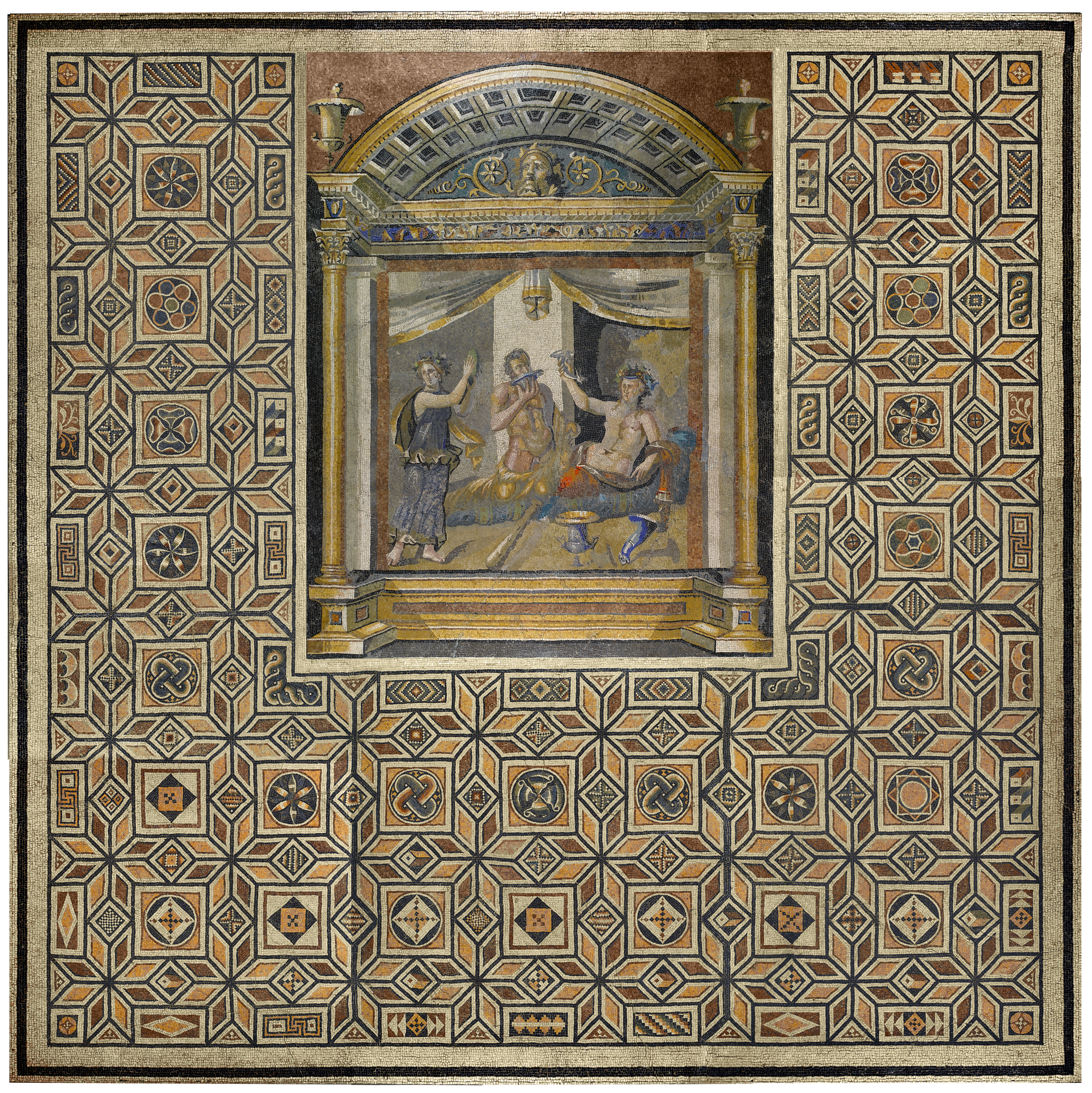
Pavimento de mosaico: concurso de beber de Heracles y Dionisos, Princeton University Art Museum